# 天主教洛馬斯-德薩莫拉教區
天主教洛馬斯-德薩莫拉教區（拉丁語：Dioecesis Clivi Zamorensis）是阿根廷一個羅馬天主教教區，屬布宜諾斯艾利斯總教區。
教區於1957年2月11日成立，管轄布宜諾斯艾利斯南郊七縣，2004年時有1,771,037名教友（佔轄區總人口85.9%）、53個堂區和126名司鐸。現任教區主教為喬治·勒烏本·盧貢內斯，輔理主教為依納爵·達彌盎·梅迪納。